# Francesco Paolo Figliuolo

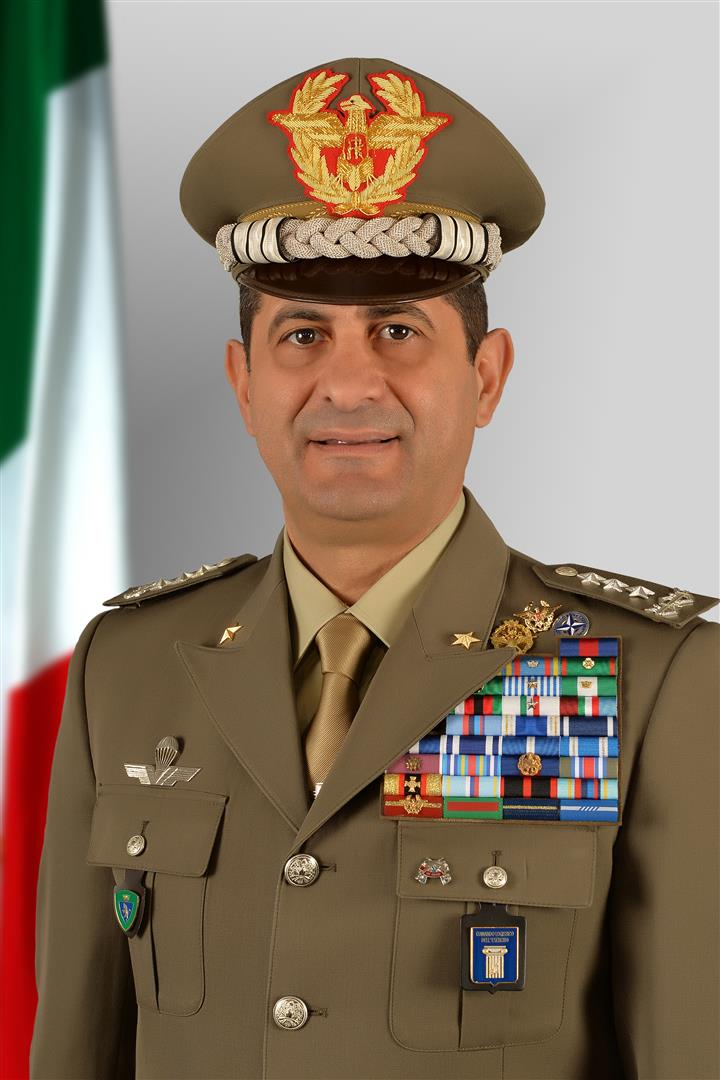
Francesco Paolo Figliuolo

Francesco Paolo Figliuolo (geboren 11. Juli 1961 in Potenza) ist ein General des italienischen Heeres. Er war unter anderem zwischen 2014 und 2015 Kommandeur der KFOR-Truppen im Kosovo. Ministerpräsident Mario Draghi ernannte ihn 2021 zum Sonderkommissar bei der Eindämmung und Bekämpfung der COVID-19-Pandemie in Italien.

## Werdegang
Figliuolo wuchs im süditalienischen Potenza in der Basilikata auf. An der Militärakademie in Modena und an einer Offizierfachschule in Turin wurde er zum Offizier der Gebirgsartillerie ausgebildet. Er leistete Dienst bei der Artillerie-Abteilung (Bataillon) „Aosta“ in Saluzzo. 1999 wurde ihm das Kommando der Abteilung übertragen, mit der er zwischen 1999 und 2000 als Teil der KFOR an der NATO-Mission im Kosovo teilnahm. In der von Serben bewohnten Enklave Goraždevac östlich von Peja führte er Anfang 2000 eine Task Force an, nachdem er bereits 1999 in der Logistik bei der SFOR in Sarajevo tätig war.
2004 übernahm Figliuolo das Kommando des in Fossano im Piemont stationierten 1. Gebirgsartillerieregiments. Von Oktober 2004 bis Februar 2005 war er Kommandeur des italienischen Kontingents der ISAF in Afghanistan. Von September 2009 bis Oktober 2010 war er stellvertretender Kommandeur der Gebirgsjägerbrigade Taurinese, anschließend führte er die Brigade bis Oktober 2011. Zwischenzeitlich war er auch beim Heeresgeneralstab in Rom, beim Gebirgstruppenkommando in Bozen sowie beim NATO-Kommando Joint Command South (ehemals Landsouth) in Verona in den Bereichen Planung und Logistik eingesetzt.
Im November 2011 wurde Figliuolo zum Heeresgeneralstab abgestellt und war dort in führender Rolle mit Logistikaufgaben beschäftigt. Sein Dienst beim Generalstab wurde durch seine Berufung zum Kommandeur der NATO-Truppen im Kosovo im September 2014 unterbrochen, wo er bis August 2015 blieb. Anschließend übernahm er die Leitung der Logistikabteilung des Heeresgeneralstabs. Von Mai 2016 bis Anfang November 2018 leitete er die Dienststelle des Generalstabschefs der Streitkräfte und war somit Vorgesetzter von dessen persönlichen Referenten. Im November 2018 folgte die Ernennung zum Chef des Logistikkommandos des italienischen Heeres (dem auch Dienststellen und Verbände des militärischen Sanitätsdienstes unterstehen).
Im März 2021 ernannte ihn der italienische Ministerpräsident Mario Draghi zum Sonderkommissar zur Umsetzung und Koordinierung der für die Eindämmung der COVID-19-Pandemie beschlossenen Maßnahmen. Er löste in diesem Amt Domenico Arcuri ab, der von Draghis Vorgänger Giuseppe Conte eingesetzt worden war.
Im Dezember 2021 designierte die Regierung Generalleutnant Figliuolo zum neuen Befehlshaber des Einsatzführungskommandos (COVI) der italienischen Streitkräfte in Rom, womit die Verleihung eines vierten funktionalen Generalssterns einherging. Er übernahm diesen Posten am 26. Dezember 2021, behielt daneben jedoch vorübergehend noch sein Amt als Sonderkommissar. Nach dem russischen Überfall auf die Ukraine wurde er von der Regierung mit der Koordinierung des italienischen Militärkontingents betraut, das mit anderen NATO-Truppen an der NATO-Außengrenze zur Ukraine abgestellt wurde. Von Juli 2023 bis Dezember 2024 koordinierte er neben seiner Tätigkeit im COVI den Wiederaufbau der Regionen Emilia-Romagna, Marken und Toskana nach den dortigen Überschwemmungen. Ende Dezember 2024 gab er seinen Posten an der Spitze des COVI und auch als Wiederaufbaukoordinator ab und wechselte zum Auslandsnachrichtendienst AISE.
Im Rahmen seiner Offizierausbildung erlangte Figliuolo in Turin einen Master in Strategiewissenschaften. Im weiteren Verlauf absolvierte er Studiengänge in Politikwissenschaften an der Universität Salerno sowie im Fachbereich internationale Beziehungen und Diplomatie an der Universität Triest. Er absolvierte die Generalstabsausbildung des Heeres, die der Streitkräfte am CASD und den Senior Course am NATO Defense College in Rom.
Zu seinen Auszeichnungen gehören die Legion of Merit und das Ehrenkreuz der Bundeswehr in Gold.
Figliolo ist verheiratet und Vater zweier Söhne.